# جوزيف كارول ناش
جوزيف باتريك كارول ناش (بالإنجليزية: Joseph Patrick Carroll Naish)‏ ولد في 21 يناير 1896 وتوفي في 24 يناير 1973. كان ممثلا أمريكيا، رُشح مرتين لجائزة الأوسكار لأفضل ممثل مساعد (1943 و 1945)، وفاز بجائزة غولدن غلوب لأفضل ممثل مساعد عام 1944.

## روابط خارجية
- جوزيف كارول ناش على موقع IMDb (الإنجليزية)
- جوزيف كارول ناش على موقع ألو سيني (الفرنسية)
- جوزيف كارول ناش على موقع ميوزك برينز (الإنجليزية)
- جوزيف كارول ناش على موقع تيرنر كلاسيك موفيز (الإنجليزية)
- جوزيف كارول ناش على موقع أول موفي (الإنجليزية)
- جوزيف كارول ناش على موقع قاعدة بيانات برودواي على الإنترنت (الإنجليزية)
- جوزيف كارول ناش على موقع قاعدة بيانات الأفلام السويدية (السويدية)
- جوزيف كارول ناش على موقع إن إن دي بي (الإنجليزية)
- جوزيف كارول ناش على موقع قاعدة بيانات الفيلم (الإنجليزية)
- جوزيف كارول ناش على موقع كينوبويسك (الروسية)